# Лелявський Юрій Миколайович
Юрій Миколайович Лелявський (? — 28 вересня 2022) — український журналіст, військовослужбовець, капітан Збройних сил України, учасник російсько-української війни, який загинув під час російського вторгнення в Україну. Кавалер орденів «За заслуги» III ступеня (2015) та «Богдана Хмельницького» III ступеня (2022, посмертно).

## Життєпис
Був професійним журналістом. У цивільному житті багато років працював у різних виданнях та загальнонаціональних телеканалах. Станом на червень 2015 року працював журналістом інформаційного агентства "Медіа-Стар".
Учасник АТО (2014—2015), висвітлював тривожні події на Сході України. Потрапив в полон до російських окупантів.
Після звільнення з полону, розуміючи важливість інформаційної війни та будучи офіцером запасу, повернувся до Збройних Сил України. Проходив військову службу на посадах керівника пресслужби та служби зв’язків з громадськістю 10-й окремої гірсько-штурмової бригади та 80-ї окремої десантно-штурмової бригади.
Російського вторгнення в Україну зустрів на Півдні країни, де вела бойові дії його військова частина.
Завжди працював на передньому краю, висвітлюючи хід ведення бойових дій, одним з перших заходив до звільнених від противника українських населених пунктів. Неодноразово здійснював зйомку бойової роботи десантно-штурмових, артилерійських, інженерно-саперних підрозділів, по-декілька діб виконував завдання пліч-о-пліч з десантниками. За це його поважали в бригаді, а дані матеріали неодноразово були опубліковані у вітчизняних та іноземних ЗМІ.  
Загинув 28 вересня 2022 року в бою з російськими окупантами під час виконання завдання у складі десантно-штурмового підрозділу (місце — не уточнено).

## Нагороди
- орден «За заслуги» ІІІ ступеня (5 червня 2015) — за вагомий особистий внесок у розвиток вітчизняної журналістики, багаторічну сумлінну працю та високу професійну майстерність[1].
- орден «Богдана Хмельницького» III ступеня (2022, посмертно) — за особисту мужність і самовіддані дії, виявлені у захисті державного суверенітету та територіальної цілісності України, вірність військовій присязі[2].